# The Six Teens
"The Six Teens" is een nummer van de Britse band Sweet. Het nummer werd uitgebracht op hun album Desolation Boulevard uit 1974. Op 5 juli 1974 werd het nummer uitgebracht als de eerste single van het album.

## Achtergrond
"The Six Teens" is, net zoals de meeste nummers uit de beginperiode van Sweet, geschreven door Nicky Chinn en Mike Chapman, en is geproduceerd door Phil Wainman, Chinn en Chapman. Het is de voorlaatste single van de band die van de hand van Chinn en Chapman kwam, nog voor de volgende single "Turn It Down". Het is tevens de eerste single van de groep die werd uitgebracht onder de naam Sweet, waar voorgaande singles werden uitgebracht als The Sweet.
"The Six Teens" gaat over zes tieners die opgroeien in de jaren '60. Het nummer bevat rustige, akoestische muziek tijdens de coupletten, terwijl het refrein harder en elektrisch is. Dit werd gezien als een significante koerswijziging van het voorgaande werk van de band, dat meer de glamrockkant opging. Gitarist Andy Scott ziet het nummer als het beste werk van Chinn en Chapman.
"The Six Teens" werd een hit in een aantal landen. In de UK Singles Chart kwam de single tot de negende plaats, terwijl het in Denemarken een nummer 1-hit werd. Ook in onder meer Duitsland, Finland, Noorwegen, Oostenrijk en Zwitserland bereikte het de top 10. In Nederland kwam de single tot de zevende plaats in de Top 40 en de tiende plaats in de Nationale Hitparade, en in Vlaanderen werd de achttiende plaats in de voorloper van de Ultratop 50 gehaald.

## Hitnoteringen

### Nederlandse Top 40
| Hitnotering: 27-07-1974 t/m 12-10-1974 | Hitnotering: 27-07-1974 t/m 12-10-1974 | Hitnotering: 27-07-1974 t/m 12-10-1974 | Hitnotering: 27-07-1974 t/m 12-10-1974 | Hitnotering: 27-07-1974 t/m 12-10-1974 | Hitnotering: 27-07-1974 t/m 12-10-1974 | Hitnotering: 27-07-1974 t/m 12-10-1974 | Hitnotering: 27-07-1974 t/m 12-10-1974 | Hitnotering: 27-07-1974 t/m 12-10-1974 | Hitnotering: 27-07-1974 t/m 12-10-1974 | Hitnotering: 27-07-1974 t/m 12-10-1974 | Hitnotering: 27-07-1974 t/m 12-10-1974 | Hitnotering: 27-07-1974 t/m 12-10-1974 | Hitnotering: 27-07-1974 t/m 12-10-1974 |
| Week                                   | 1                                      | 2                                      | 3                                      | 4                                      | 5                                      | 6                                      | 7                                      | 8                                      | 9                                      | 10                                     | 11                                     | 12                                     |                                        |
| -------------------------------------- | -------------------------------------- | -------------------------------------- | -------------------------------------- | -------------------------------------- | -------------------------------------- | -------------------------------------- | -------------------------------------- | -------------------------------------- | -------------------------------------- | -------------------------------------- | -------------------------------------- | -------------------------------------- | -------------------------------------- |
| Positie                                | 30                                     | 20                                     | 19                                     | 16                                     | 10                                     | 7                                      | 11                                     | 12                                     | 15                                     | 24                                     | 34                                     | 39                                     | uit                                    |

### Nationale Hitparade
| Hitnotering: 27-07-1974 t/m 28-09-1974 | Hitnotering: 27-07-1974 t/m 28-09-1974 | Hitnotering: 27-07-1974 t/m 28-09-1974 | Hitnotering: 27-07-1974 t/m 28-09-1974 | Hitnotering: 27-07-1974 t/m 28-09-1974 | Hitnotering: 27-07-1974 t/m 28-09-1974 | Hitnotering: 27-07-1974 t/m 28-09-1974 | Hitnotering: 27-07-1974 t/m 28-09-1974 | Hitnotering: 27-07-1974 t/m 28-09-1974 | Hitnotering: 27-07-1974 t/m 28-09-1974 | Hitnotering: 27-07-1974 t/m 28-09-1974 | Hitnotering: 27-07-1974 t/m 28-09-1974 |
| Week                                   | 1                                      | 2                                      | 3                                      | 4                                      | 5                                      | 6                                      | 7                                      | 8                                      | 9                                      | 10                                     |                                        |
| -------------------------------------- | -------------------------------------- | -------------------------------------- | -------------------------------------- | -------------------------------------- | -------------------------------------- | -------------------------------------- | -------------------------------------- | -------------------------------------- | -------------------------------------- | -------------------------------------- | -------------------------------------- |
| Positie                                | 23                                     | 16                                     | 15                                     | 14                                     | 11                                     | 10                                     | 13                                     | 15                                     | 16                                     | 19                                     | uit                                    |

### NPO Radio 2 Top 2000
| Nummer met noteringen in de NPO Radio 2 Top 2000 | '99 | '00 | '01-'04 | '05 | '06  | '07  | '08  | '09  | '10  | '11  | '12 | '13  |
| ------------------------------------------------ | --- | --- | ------- | --- | ---- | ---- | ---- | ---- | ---- | ---- | --- | ---- |
| The Six Teens                                    | 691 | 192 | -       | 816 | 1149 | 1493 | 1542 | 1510 | 1562 | 1996 | -   | 1997 |

1. ↑  Een '-' betekent dat het nummer niet was genoteerd en een vetgedrukt getal geeft de hoogste notering aan.
2. ↑  Deze tabel is bijgewerkt tot en met de laatste editie (2024).